# Abbaye de Turpenay
L'abbaye Notre-Dame de Turpenay est une abbaye bénédictine fondée en 1127 par Foulques le Jeune à Saint-Benoît-la-Forêt en Indre-et-Loire.

## Histoire
D'abord organisée autour d'une église en bois, elle se dote d'un édifice en pierre dès 1134, sous l'action d'Hugues, archevêque de Tours.
En 1199, l'abbaye aurait bénéficié d'une importante donation de la part d'Aliénor d'Aquitaine, à l'occasion de la mort de son fils Richard Cœur de Lion.
Henri Ier Clément maréchal de France de Philippe Auguste y fut enterré en 1214, après son décès à Angers.
Reconstruite au XIVe siècle, l'abbaye de Turpenay est citée par François Rabelais.
L'abbaye a adhéré à la réforme de Saint-Maur en 1647.
Le monastère fut supprimé à la Révolution, alors qu'il ne comptait plus que deux moines.
Seuls quelques bâtiments persistent, dont le logis abbatial.

## Protection
Le bâtiment dit de l'Infirmerie, le bâtiment des Moines (aile Sud du cloître) et le logis abbatial ont été inscrits au titre des monuments historiques le 6 mai 1927, modifié par arrêté du 15 février 1948.